# Ellis W. Carter
Pour les articles homonymes, voir Carter.
Ellis W. Carter, né le 2 novembre 1906 à Ashland (comté de Jackson, Oregon) et mort le 23 octobre 1964 à Long Beach (Californie), est un directeur de la photographie américain.

## Biographie
Ellis W. Carter débute comme premier assistant opérateur sur Whoopee! de Thornton Freeland (1930). Son premier film comme chef opérateur est Big Town After Dark (en) de William C. Thomas (1947). Suivent soixante-douze autres films américains à ce poste, dont de nombreux westerns, films de science-fiction et d'horreur. Son dernier film est Un jour, un troubadour (en) de Gene Nelson, sorti le 4 novembre 1964, onze jours après sa mort prématurée, à 57 ans.
Dans l'intervalle, mentionnons El Paso, ville sans loi de Lewis R. Foster (1949), Californie en flammes de Lew Landers (1952), Le Grand Damier de Hugo Haas (1959), La Farfelue de l'Arizona de Vincent Sherman (1961) et Trio de terreur de Sidney Salkow (1963).
Ellis W. Carter est également directeur de la photographie pour la télévision américaine, sur dix-huit séries à partir de 1952, dont la série-western Maverick (deux épisodes, 1957-1962), Peter Gunn (trois épisodes, 1959) et Aventures dans les îles (deux épisodes, 1962). Sa dernière série est Le Jeune Docteur Kildare (un épisode, 1964).
S'ajoutent cinq téléfilms, les quatre premiers mêlant images réelles et d'animation, dont  The Strange Case of the Cosmics Rays de Frank Capra et William T. Hurtz (1957) et The Alphabet Conspiracy de Robert B. Sinclair et Friz Freleng (1959), grâce auquel il gagne la même année le Primetime Emmy Award de la meilleure photographie. Le dernier est Slaves of the Invisible Monster (diffusion posthume, 1966), version courte téléfilmée du serial The Invisible Monster (en) de Fred C. Brannon (1950).

## Filmographie

### Cinéma (sélection)

#### Directeur de la photographie
- 1947 : Big Town After Dark (en) de William C. Thomas
- 1948 : Savoir (en) (Bob and Sally) d'Erle C. Kenton

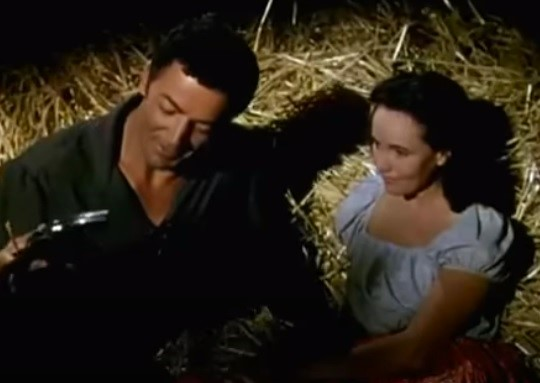
Californie en flammes (1952),
avec Cornel Wilde et Teresa Wright

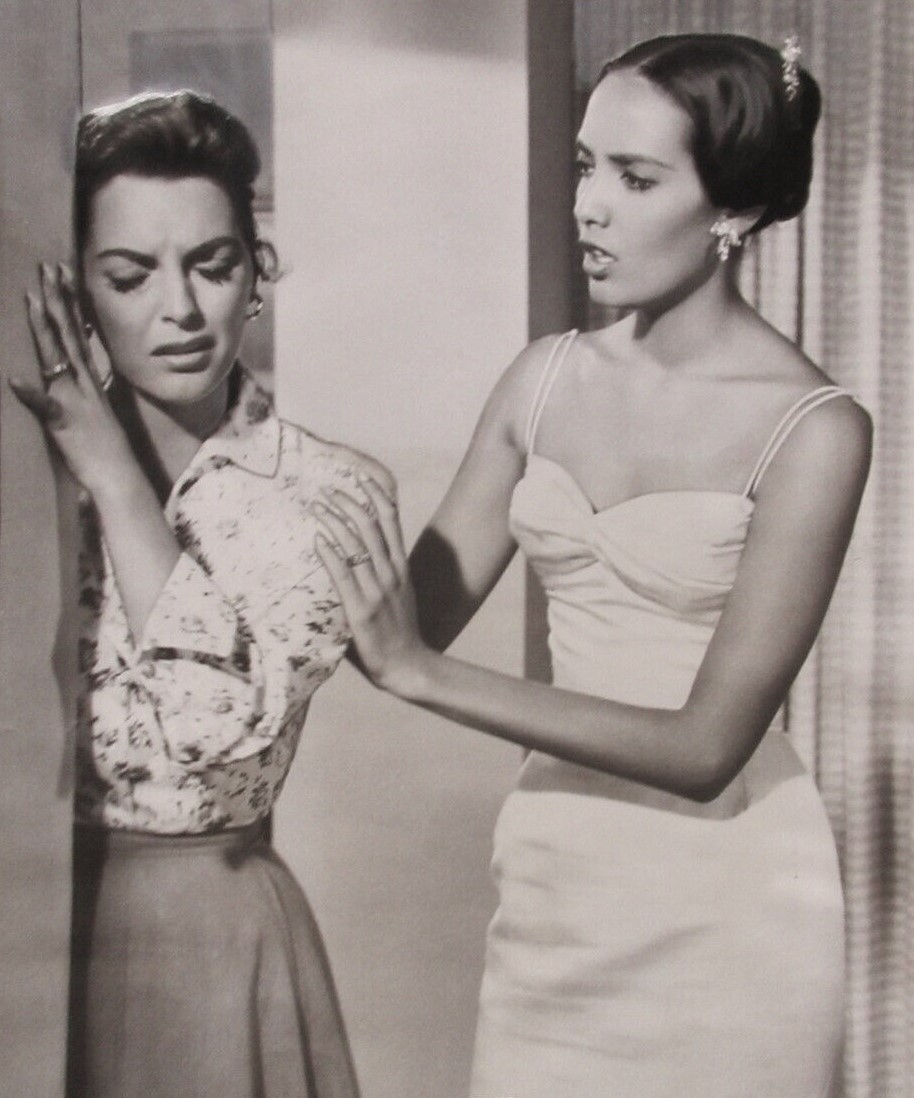
Le Grand Damier (1959),
avec Julie London (à g.) et Anna Kashfi

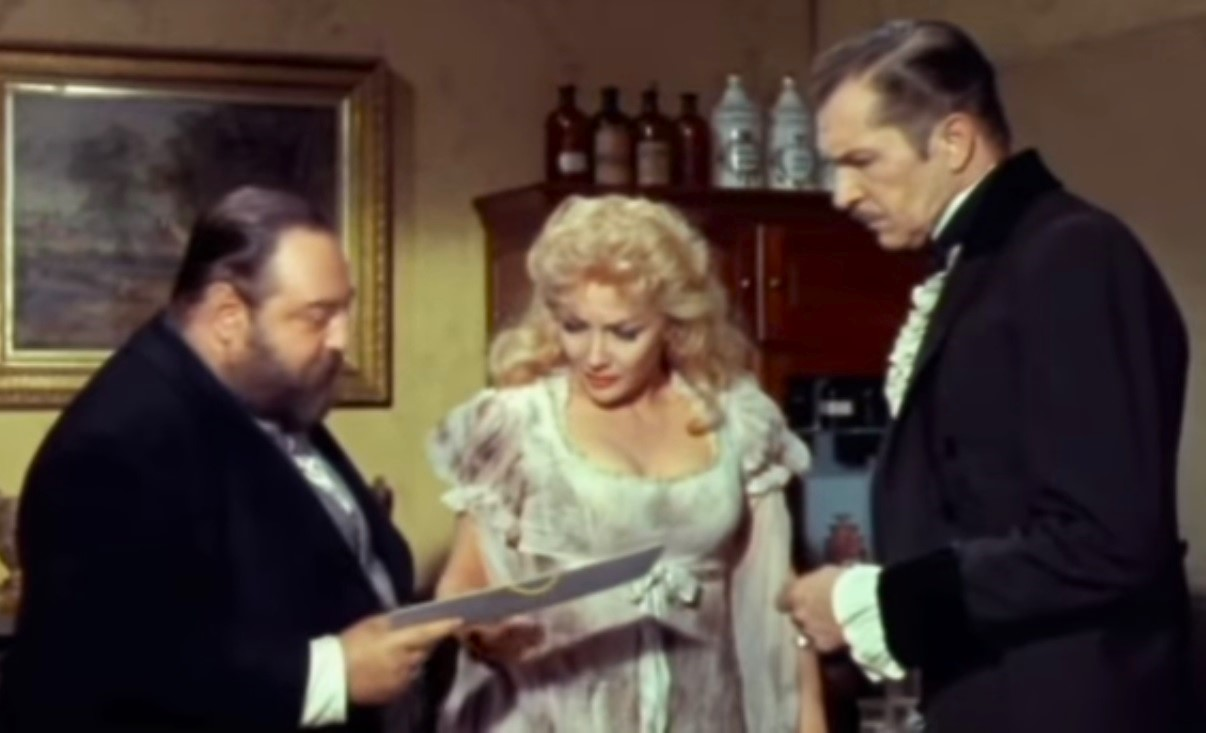
Trio de terreur (1963), avec Sebastian Cabot, Beverly Garland et Vincent Price (de g. à d.)

- 1949 : El Paso, ville sans loi (El Paso) de Lewis R. Foster
- 1950 : The Invisible Monster (en) de Fred C. Brannon (serial)
- 1951 : L'Aigle rouge de Bagdad (The Magic Carpet) de Lew Landers
- 1951 : Tout finit par des chansons (en) (Sunny Side of the Street) de Richard Quine
- 1951 : Zorro le diable noir (Don Daredevil Rides Again) de fred C. Brannon (serial)
- 1951 : Havana Rose (Approved) de William Beaudine
- 1951 : Les Pirates de la Floride (The Barefoot Mailman) d'Earl McEvoy
- 1951 : Lost Planet Airmen de Fred C. Brannon
- 1952 : La Revanche d'Ali Baba (Thief of Damascus) de Will Jason (en)
- 1952 : Les Derniers Jours de la nation Apache (en) (Indian Uprising) de Ray Nazarro
- 1952 : Californie en flammes (California Conquest) de Lew Landers
- 1952 : Femmes hors-la-loi (Outlaw Women) de Sam Newfield et Ron Ormond (en)
- 1953 : Complot dans la jungle (en) (The Royal African Rifles) de Lesley Selander
- 1953 : Les Flèches de feu (en) (Captain John and Pocahontas) de Lew Landers
- 1954 : Le Défi des flèches (Arrow in the Dust) de Lesley Selander
- 1954 : Dans les bas-fonds de Chicago (The Human Jungle) de Joseph M. Newman
- 1955 : Le Gang des jeunes (Running Wild) d'Abner Biberman
- 1956 : Le Peuple de l'enfer (The Mole People) de Virgil W. Vogel
- 1956 : 24 Heures de terreur (A Day of Fury) d'Harmon Jones
- 1957 : L'Homme qui rétrécit (The Incredible Shrinking Man) de Jack Arnold
- 1957 : Le Repaire de l'aigle noir (en) (Oregon Passage) de Paul Landres
- 1957 : La chose surgit des ténèbres (The Deadly Mantis) de Nathan Juran
- 1957 : L'Oasis des tempêtes (The Land Unknown) de Virgil W. Vogel
- 1957 : La Cité pétrifiée (The Monolith Monsters) de John Sherwood
- 1959 : Dans les griffes du vampire (Curse of the Undead) d'Edward Dein
- 1959 : Le Grand Damier (Night of the Quarter Moon) de Hugo Haas
- 1960 : La Femme sangsue (The Leech Woman) d'Edward Dein
- 1960 : The Wizard of Baghdad de George Sherman
- 1960 : Les Sept Chemins du couchant (Seven Ways from Sundown) d'Harry Keller
- 1961 : Les Révoltés du Cap (The Fiercest Heart) de George Sherman
- 1961 : La Farfelue de l'Arizona (The Second Time Around) de Vincent Sherman
- 1961 : Les Corsaires de Tortuga (en) (Pirates of Tortuga) de Robert D. Webb
- 1963 : Le Collier de fer (Showdown) de R. G. Springsteen
- 1963 : L'Étrange Histoire du juge Cordier (en) (Diary of a Madman) de Reginald Le Borg
- 1963 : Trio de terreur (Twice-Told Tales) de sidney Salkow
- 1964 : Salut, les cousins (Kissin' Cousins) de Gene Nelson
- 1964 : Un jour, un troubadour (en) (Your Cheatin' Heart) de Gene Nelson

#### Autres fonctions
- 1930 : Whoopee! de Thornton Freeland (premier assistant opérateur)
- 1933 : Le Long des quais (I Cover the Waterfront) de James Cruze (premier assistant opérateur)
- 1940 : Rebecca d'Alfred Hitchcock (premier assistant opérateur de seconde équipe)
- 1940 : Correspondant 17 (Foreign Correspondent) d'Alfred Hitchcock (premier assistant opérateur de seconde équipe)
- 1955 : Quand le clairon sonnera (The Last Command) de Frank Lloyd (directeur de la photographie de seconde équipe)
- 1956 : Le Tour du monde en quatre-vingts jours (Around the World in 80 Days) de Michael Anderson (directeur de la photographie de seconde équipe)

### Télévision
Directeur de la photographie

#### Séries (sélection)
- 1952-1953 : M. et Mme North (en) (Mr. and Mrs. North), saison 1, 19 épisodes
- 1957 : Sugarfoot, saison 1, épisode 1 Brannigan's Boots de Leslie H. Martinson
- 1957-1961 : Maverick
  - Saison 1, épisode 3 According to Hoyle (1957) de Budd Boetticher
  - Saison 4, épisode 18 The Cactus Switch (1961) de George Waggner
- 1959 : Peter Gunn, saison 2, épisode 1 Protection de Boris Sagal, épisode 4 The Comic de Blake Edwards et épisode 13 Terror on the Campus de Boris Sagal
- 1961 : Cheyenne, saison 5, épisode 6 Incident at Dawson Flats de Lee Sholem
- 1961 : Ombres sur le soleil (Follow the Sun), saison unique, épisode 4 Journey Into Darkness
- 1962 : Aventures dans les îles (Adventures in Paradise), saison 3, épisode 14 Hurricane Audrey de James B. Clark et épisode 18 Pelase Believe Me de Don Medford
- 1964 : Le Jeune Docteur Kildare (Dr. Kildare), saison 4, épisode 7 A Candle in the Window de Sydney Pollack

#### Téléfilms (intégrale)
- 1957 : The Strange Case of the Cosmic Rays de Frank Capra et William T. Hurtz
- 1958 : Gateways to the Mind d'Owen Crump et Chuck Jones
- 1959 : The Alphabet Conspiracy de Robert B. Sinclair et Friz Freleng
- 1962 : About Time d'Owen Crump et Phil Monroe
- 1966 : Slaves of the Invisible Monster de Fred C. Brannon (images d'archives, version courte du serial précité The Invisible Monster (en))

## Récompense
- 1959 : Primetime Emmy Award de la meilleure photographie gagné, pour The Alphabet Conspiracy